# Districtul Pécsvárad
Pécsvárad (în maghiară Pécsváradi járás) este un district în județul Baranya, Ungaria.
Districtul are o suprafață de 246,44 km2 și o populație de 11.787 locuitori (2013).